# Équipe cycliste 0711/Cycling
L'équipe cycliste 0711/Cycling est une équipe cycliste allemande créée en 2013. Elle porte de 2013 à 2015 le nom de Stuttgart, puis Christina Jewelry en 2016. Elle court avec le statut d'équipe continentale de 2014 à 2017.  Elle disparait à l'issue de la saison 2018.

## Histoire de l'équipe

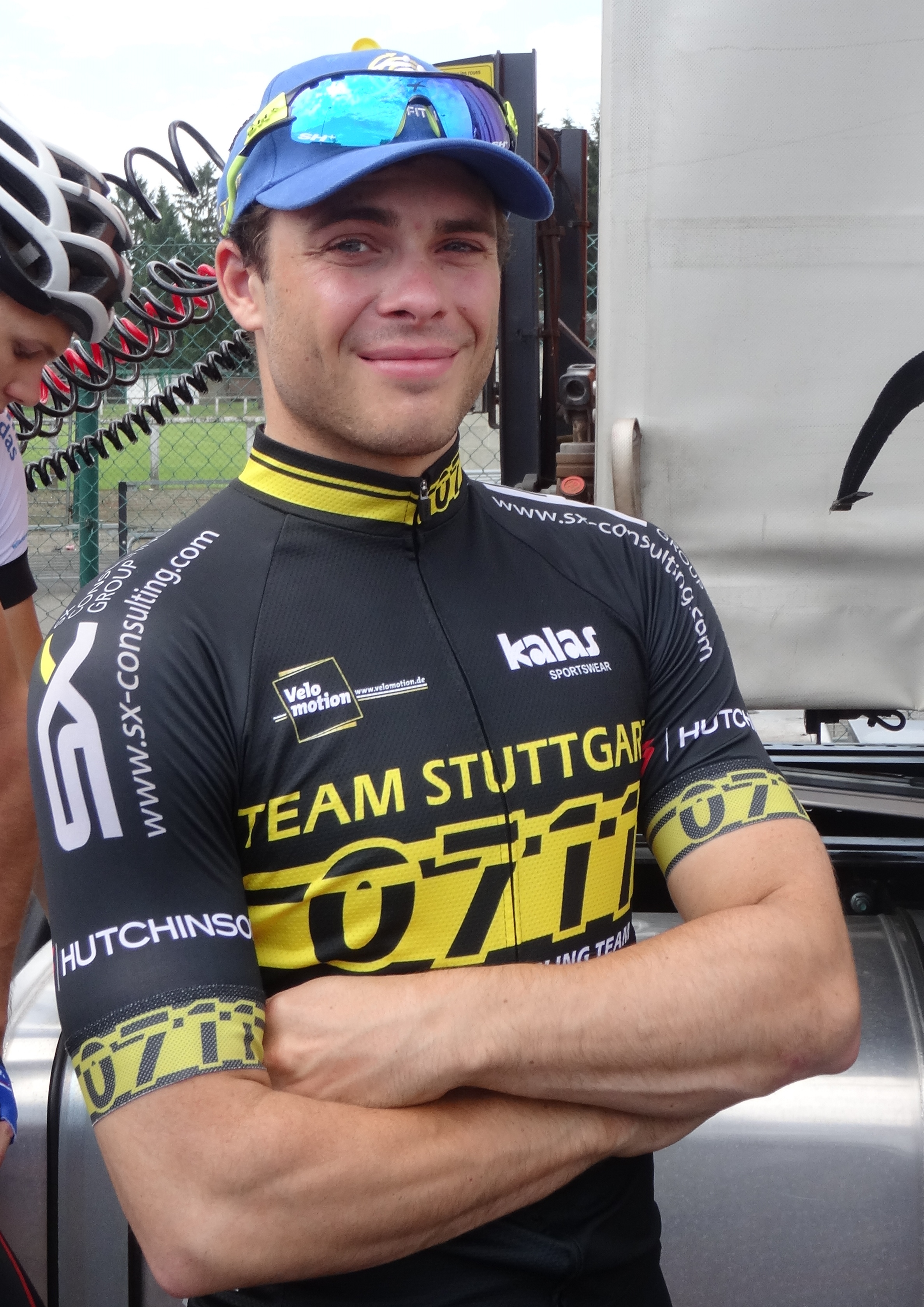
Tino Thömel, ici photographié au Mémorial Philippe Van Coningsloo 2014, remporte la 6e étape du Tour de Chine I.

### 2013
La saison 2013 est la première de l'équipe. Dix coureurs allemands composent son effectif : Stephan Bawey, Jonas Engel, Kai Kautz, Georg Loef, Kilian Pfeffer, Sascha Schneider, Timur Selvi, Marc-Andre Tzschupke, Simon Walker et Marcel Weber. L'équipe ne remporte aucune victoire UCI.

### 2014
La saison 2014 de Stuttgart est la deuxième, mais la première en tant qu'équipe continentale. Douze coureurs constituent son effectif, dont un Néo-Zélandais. La seule victoire UCI est la 6e étape du Tour de Chine I, remportée le 4 septembre par Tino Thömel.

### 2015
La saison 2015 de l'équipe Stuttgart est la deuxième en tant qu'équipe continentale.

## Principaux résultats

### Courses par étapes
- Tour du Maroc : 2016 (Stefan Schumacher)

### Championnats nationaux
- Championnats de Namibie sur route : 1
  - Contre-la-montre : 2016 (Till Drobisch)

## Classements UCI
Depuis sa création, l'équipe participe aux circuits continentaux et principalement à des épreuves de l'UCI Europe Tour. Les tableaux ci-dessous présentent les classements de l'équipe sur les différents circuits, ainsi que son meilleur coureur au classement individuel.
UCI Africa Tour
| Saison | Classement par équipes | Meilleur coureur au classement individuel |
| ------ | ---------------------- | ----------------------------------------- |
| 2016   | 11e                    | Stefan Schumacher (55e)                   |

UCI Asia Tour
| Saison | Classement par équipes | Meilleur coureur au classement individuel |
| ------ | ---------------------- | ----------------------------------------- |
| 2014   | 52e                    | Tino Thömel (63e)                         |
| 2016   | 52e                    | Stefan Schumacher (250e)                  |
| 2017   | 55e                    | Nicola Toffali (99e)                      |

UCI Europe Tour
| Saison | Classement par équipes | Meilleur coureur au classement individuel |
| ------ | ---------------------- | ----------------------------------------- |
| 2014   | 82e                    | Alexander Krieger (144e)                  |
| 2015   | 124e                   | Johannes Weber (855e)                     |
| 2016   | 120e                   | Stefan Schumacher (869e)                  |
| 2017   | 106e                   | Nicola Toffali (433e)                     |

## 0711/Cycling en 2017[10]

### Effectif
| Cycliste              | Date de naissance | Nationalité | Équipe 2016       |  |
| --------------------- | ----------------- | ----------- | ----------------- |  |
| Rene Alcazar Gonzalez | 30 mars 1990      | Mexique     |                   |  |
| Eric Alfaro Dufour    | 24 février 1996   | Espagne     |                   |  |
| Jonas Engel           | 26 août 1994      | Allemagne   |                   |  |
| Arnold Fiek           | 13 octobre 1993   | Allemagne   | Christina Jewelry |  |
| Moritz Fussnegger     | 15 février 1996   | Allemagne   | Christina Jewelry |  |
| Moritz Fussneger      | 15 février 1996   | Allemagne   |                   |  |
| Hendrik Hamm          | 25 octobre 1997   | Allemagne   |                   |  |
| Jan Hugger            | 28 mars 1998      | Allemagne   |                   |  |
| Marco König           | 1er juillet 1995  | Allemagne   |                   |  |
| Yannick Mayer         | 15 février 1991   | Allemagne   | Veranclassic-Ago  |  |
| Nicola Toffali        | 20 octobre 1992   | Italie      | Roth              |  |
| Max Wörner            | 22 septembre 1996 | Allemagne   |                   |  |